# Erik Davis
Pour les articles homonymes, voir Erik Davis (écrivain) et Davis.
Ne doit pas être confondu avec Eric Davis.
Erik Davis (né le 8 octobre 1986 à San José, Californie, États-Unis) est un lanceur de relève droitier des Ligues majeures de baseball qui a joué pour les Nationals de Washington en 2013.

## Carrière
Erik Davis est drafté à trois reprises avant de signer son premier contrat professionnel : par les Angels d'Anaheim, qui le choisissent au 47e tour de sélection en 2004; par les Rangers du Texas qui le repêchent en 21e ronde en 2007 alors qu'il s'est joint à l'Université Stanford de Palo Alto; enfin par les Padres de San Diego, qui le mettent sous contrat après l'avoir repêché au 13e tour en 2008.
Le 28 mars 2011, alors qu'il évolue en ligues mineures, Davis est transféré des Padres aux Nationals de Washington en échange du joueur de champ intérieur Alberto González.
Davis fait ses débuts dans le baseball majeur comme lanceur de relève pour les Nationals le 2 juin 2013 contre les Braves d'Atlanta.